# アイ・アム・冒険少年
『アイ・アム・冒険少年』（アイ・アム・ぼうけんしょうねん）は、TBS系列で2014年4月23日から断続的に放送されているトークバラエティ番組である。第1期レギュラー放送終了後、計15回の単発特番を経て、2020年5月25日から2024年3月4日まで月曜ゴールデン枠でレギュラー放送をしていた。

## 概要
「地球上の未知なるお宝を発見する冒険バラエティー」として、当初は新種生物の発見や一般人が立ち入れない未開の場所を探検するという内容で放送。その後、第1期末期に放送された「脱出島」シリーズを中心とした単発特番が放送。
ゴールデン時代の開始以降、当番組と20時枠の『クイズ!THE違和感』、22時枠→21時枠の『CDTVライブ!ライブ!』が2時間から4時間の拡大スペシャルを行う傾向があり、月1 - 2回の放送となっている。

## 経緯
- 2015年4月から5年間の単発特番を経て、レギュラー放送（いわゆるゴールデンタイム進出）を再開した。ゴールデン時代では脱出島を中心としたサバイバル・挑戦企画や難題や身近な物事の疑問に挑戦する内容となっている。
- 2020年9月28日には番組史上最長となる4時間スペシャルを放送されたが[6]、その後もスペシャルの放送のみが続いた。
- 2021年3月までは1回も通常放送がされたことがなかった（月曜21時枠時代には1度も通常放送をしたことがない）。
- 2021年4月26日には初めて通常放送が行われた[7]が、この日は20時台の『クイズ!THE違和感』と21時台の『CDTVライブ!ライブ!』は『霜降りミキXIT』ゴールデン2時間SPのため休止されたので、5月17日が初の4番組の通常編成だった[注 2]。
- 2021年4月改編で、放送時間を2時間繰り上げ、月曜19時枠に移動・変更[8]。なお枠移動初回は脱出島3時間スペシャルを一部生放送を交えて放送[注 3]。
- 2022年1月31日から、タイトルロゴにおける番組表記が『アドベンチャーバラエティ 冒険少年』に変更された。
- 2022年10月以降、20時台に移動の『CDTVライブ!ライブ!』と隔週2時間スペシャルが放送されている。なお、入れ替わりで3～4時間スペシャルも放送する場合もある。
- 2024年1月8日18:30-21:00に放送を予定していた新春2時間半スペシャルは令和6年能登半島地震発生に伴い、元日に放送を予定していた『ドリーム東西ネタ合戦2024』を放送したため、同月29日19:00-21:45に延期となり、15分拡大で放送された。
- 2024年3月でレギュラー枠での放送を終了。理由として『CDTVライブ!ライブ!』を2024年4月度から毎週2時間枠で生放送することになったことに伴うもので、今後は「子供を中心に人気のある番組ですから、視聴者の声があれば期待に応えていきたい思いもありつつ、現在は決定事項はありません。ここからの検討事項と思っています」と、特番編成などに含みを持たせている[9]。
- 2024年7月15日に、海の日スペシャルの放送。
- 2024年11月4日に、秋のサバイバルスペシャルの放送。
- 2025年1月6日に、新春サバイバルスペシャルの放送。
- 2025年3月31日に、春のサバイバルスペシャルの放送。

## 出演者

### 現在

#### MC
- 岡村隆史（ナインティナイン）
- 田中直樹（ココリコ）

#### レギュラー
共に第2期から出演。
- 向井康二・目黒蓮（Snow Man）[10]

#### 冒険メンバー
正式なレギュラーとして紹介されていないが、ほぼ毎回スタジオへの出演やチャレンジに挑戦するメンバー。
- 澤部佑（ハライチ）
- フワちゃん
- あばれる君
- 伊沢拓司
- 秋元真夏

### 過去

#### MC
- 川島海荷[12]

## 主な企画

### 脱出島 〜無人島から脱出せよ！〜
深夜時代末期、単発特番、ゴールデン時代のメイン企画。「無人島にとり残されたらあなたはどうしますか？」をテーマに、挑戦者が無人島で限られたアイテムを駆使し有人島への脱出を目指す。
基本ルール
火をおこし、水・食料の調達、寝床の確保を行い、脱出用のイカダを作り無人島から出航する。タイムレース形式となっており、一番早く有人島へ到着した人の優勝となる。なお、安全を考慮し無人島を出航してからは、日没を過ぎて危険と判断した段階、イカダが破損し航行不能となった段階、体調不良により危険な状態となった段階でリタイア（脱出失敗）となる。
本来は同日同時刻に行われるが、挑戦者がスケジュールの都合が合わない場合は同じ島で別日に行う（この場合は上陸からのタイムで計算される）。そのため天候による有利・不利が発生するほか、前に上陸していた挑戦者による痕跡が残される場合もある。
制限時間は当初は「無制限」「5日間」と長期間にわたっていたが、特番時代では「2日間かつ翌日正午までに出航」、ゴールデン時代では「2日間（出航に関するリミットは無し）」となっている。
第5回は初のタッグマッチが開催。また、第8回はバトルロワイヤルが開催され最多の7名が同時に挑戦、地図を見て支給アイテムを手に入れ、3つのミッションをクリアしないと続行出来ないルールであった。
2022年5月30日放送では後述のやらせ問題やスケジュール問題の為まず「準備期間」と称して挑戦者個人が若干人が住む無人島（通称：脱出アイランド）に赴き材料を確保、イカダを制作、翌日正午（2023年1月以降はから冬時間を考慮して翌日午前10時まで）出港して4㎞先の隣の島に移動するまでのタイムを競う形にルール変更された。また、スタッフもイカダ製作、火おこしの手助けや出港のためのイカダの移動は認められる。なお、これまでは一般参加者も多かったが後に後述の小説版が発売されることが増えたため2022年8月29日放送では史上初となるダイアン津田やトータルテンボス藤田の親子、2024年1発目ではあばれる君とその奥さんの夫婦の参加が決まり2024年7月15日ではあばれる君親子、土屋アンナ・心羽（シンバ）親子、佐々木健介＆北斗晶夫妻の3組からなる史上初の家族対決が決定した。

持ち物
脱出にあたりスタッフから支給されるアイテムについては、山岳部に所属しサバイバル経験も豊富なあばれる君に対しては「サバイバルナイフ1本」のみ。他の挑戦者には「事前に100円ショップで指定金額で購入した物品」、「最新防災グッズ」、「最新アプリがインストールされたスマートフォンとそのグッズ」、「DIYセット」などが与えられる。第12回から45Lのリュックに入る物であれば、水・食料以外は何を入れて持って行っても可能というワンバックシステムとなった。その他、海中に潜る用のシュノーケルは挑戦者にかかわらず与えられる。
また、回によっては岡村が選んだ究極の武器「岡村ウェポン」や冒険少年レギュラーからの差し入れが与えられるが、ほとんどが役に立たないネタアイテムや意味がない応援映像となっている。
脱出山
第2回・第19回では特別編として雪山を舞台にした「脱出山」を開催。スタート地点から雪山を超えゴール地点を目指す。尚、第2回では支給されるアイテムは番組が用意したが、第19回では脱出島同様ワンバックシステム（1人1つずつ）で行われた。

特別ルール
冒険少年無人島BINGO
第10回 - 11回で開催。縦3マス横3マスのマス目にはその無人島で発見することが出来る動植物の名前が9つ記載されている。写真か捕獲することが出来ればクリア。縦か横にビンゴすると番組特製スーパーイカダがプレゼントされる。ビンゴカードは各挑戦者に渡されるが参加するか否かは自由。第10回では鈴木奈々が挑戦し、自転車に乗ってイカダを漕ぐ「スワンボート型イカダ」を獲得。第11回ではAYAが挑戦し、バジャウ族の「バンカーボート」を獲得した。
宝箱
宝箱を発見すると、冒険少年レギュラーやTBSドラマに出演している俳優・女優との対決ミッションが行われる。対決に勝利すると特別アイテム（かちわり氷や調味料セット）が支給される。第19回（脱出山）では湖を超えるため宝箱開封後、3つのアイテム（イカダ用アイテム、迂回用アイテム、あったかい食べ物）から好きな物を選ぶことが選ぶことができた。後に宝箱は前述のレギュラーの差し入れに置き換えられ、調味料への対決ミッションは後述の銛突き大会に置き換わる。但し、2022年10月17日放送の2時間SPでは全挑戦者が疲れ切ったため、元気を取り戻すためドラマ『クロサギ』の平野紫耀がVIPゲストチャレンジとして復活した（差し入れは氷）。
遭遇ミッション
挑戦者同士が出会うとその場で対決。敗者はその場で30分待機する罰を受けタイムロスとなる。第19話（脱出山）では「夕食チャレンジ」と称してペアで番組が出されたお題に挑み成功すればあったかい鍋物、失敗したらフランスパンのみが渡される。また、2024年の超脱出島では食糧入手不可だった救済ルールとなりもし脱出まで魚をゲットできなかった場合、対戦相手と対決（相手には電話連絡を行い了承されたら行う）もし勝てば救済食材が支給される。
銛付き大会
2021年7月19日以降は挑戦者全員男性のためこれ以降おこなわれた夕食チャレンジミッション。参加者全員でで銛突き漁に挑み規定時間内にノルマ3匹以上取った場合、ご褒美として調味料セットが支給された。この時、銛やシュノーケルなどのアイテムは支給され貝蟹のような小動物や罠を仕掛けを捕獲した場合は食料は得られるが、ノルマはカウントされない。また、女性のみの参加や天候不良でもやれないことができる場合、交渉次第で調味料チャレンジミッションは行われる。また、希望者が到着早々に銛突き漁に挑み先にノルマクリアしたり諸事情で先にやってもらい為希望してノルマクリアした場合調味料は支給できる（その場合、エキシビジョン扱いになる）なお、当初もらえる調味料は基本的だったが2023年以降からは調味料のバリエーションが一気に増えさらに追加ルールとして大物を取った場合測量を行いノルマ500gを超えていたらボーナスとして追加食材（野菜系）のくじを行える無人島くじ、銛突きのやるとき「水温が高いが魚を目視しづらい昼」か「逆に魚をよく見つけることができるが、水温が低く体力低下に難がある夜」のどちらか選ぶことができる時間選択システムがルールに加わった2024年7月15日では前述の年齢関連に対して調味料もワンバックに入ればいくつでも持ち込みが可能となった。
チェックポイント脱落システム
2021年5月17日より追加された新ルール。脱出開始から規定時間（12時間）までに1.5キロメートルにある隣の島へ移動が出来なかった場合、強制失格になる。
試し乗りチャレンジ
2022年12月5日から新たに起きたルール。脱出用イカダの試作型が完成した後、約100m先のフロートまでイカダを漕ぎゴールにいたらをチャレンジ成功となり持っていたくじを引き無人島に便利なアイテム1つやボーナスにゲットできる。また、参加は自由だが、チャレンジ失敗を受けても製造したイカダの問題点究明の参考になる。
冒険ルーレット
大概挑戦者が様々な物に名付けたネーミングネタや無人島に墜ちていた物を釣ったモノボケを行った場合、更に面白みを行うためルーレットで指名した人に行ってもらう大喜利要素が強いルーレットネタ。回り方によって大概澤部にふられることが多いが状況によってゲストや提案者の独断で振られることがある。2023年2月6日からあみだくじに物が変わったが澤部に振られることは同じ。
火起こしタイムトライアル
2022年8月29日から始まった企画。無人島で火を起こすとき、やりづらいきりもみ式火おこしのタイムを測定する。基本的に火起こしの達成時間は30分～50分のため筋力自慢の挑戦者がこれに挑む。現時点の最速記録保持者1位はSnow Man岩本照の1分26秒。2位はダイアン津田の1分28秒。
超脱出島
2024年から始まった脱出島の上級者ルール。通常の脱出までの時間はは「１泊2日」だったに対してこちらは「2泊3日」から脱出が行われる。期間中イカダ制作の構想がさらに行うことができることができる。なお、食料ゲットのための銛付き大会は廃止されやるタイミングは自由。ただし、ノルマゲットの調味料ボーナスは継続され2日目の料理も調味料は持ち越しすることも可能。また持ち込みのワンバックルールは同じだが、季節を考慮し必要最低限の物資として「水・テント・寝袋」は支給することもできる。

### あばれる君の森林サバイバル
2020年7月13日からスタートした企画。脱出島の絶対王者であるあばれる君（2回目はサンシャイン池崎も参加）がサバイバル知識を生かして様々な挑戦（課題の料理を作る、激流を下るボートを作るなど）を行う。ある程度の材料や道具は番組から支給されるが、足りない道具や調味料を作るのはもちろん、その間の寝床・食料も確保していく必要がある。後に後述の「あばれる山」に移行したが、以降激流下りや料理参加のみ不定期復活しており重要食材や助手、道具は支給され食事は後述の暴れる山に統合された。

### 突っ切り山
2020年9月14日から開始。芸人5人が挑戦者となり、ある山の頂上から彼方に見える別の山の頂上まで一直線に進みゴールを目指す。食料や装備などは支給されるが自分たちで運搬しなければならず、火や水も自力で調達しなければならない。
この企画では「最初の山の頂上に登ったところからスタート」という特殊な形のため、挑戦者はドッキリの形で頂上に登らされたところで企画を知らされることになる。

### 迷いの山
2020年12月14日から開始。巨大な山を舞台に4人の芸能人がばらばらに配置され規定時間内に4人全員が合流することに挑む。なお、挑戦者は合流お助けアイテムとして「鏡」、「声」、「狼煙用道具一式」、「警察犬」が各1つずつ支給される。4人全員が合流できれば成功だが、1人でも合流できなければ失敗となる。

### サンキュー丸
2020年2月22日にパイロット版が放送され2021年5月3日から本放送が始まる。パンサー の尾形貴弘がリーダーとなり若手芸人を引き連れて漁へ向かい様々な魚を釣り上げ有名外食チェーン店『磯丸水産』のメニューを再現していき磯丸水産全メニューのコンプリートを目指す。

### カメラアタック
2021年3月22日放送分から開始されたサバイバルバトル。
巨大なキャンプ場を舞台にプレイヤーは番組が用意した銃型スマホのカメラ機能を使い他の相手を撮影していく。1人写せたら+1、逆に写されたら-1ポイントが付与される（判定は顔面認識アプリで確認されポイント通知は証拠写真と共にメールで送信される）。ピリオド（1時間）でポイントが低い下位数名が失格となり（失格者はピリオド事に増える）、最終的に最後まで残った人が優勝。
各プレイヤーはゲーム開始に支給品以外に決まったアイテムを受け取ることができるが、望遠レンズやリモコンなどスマホ拡張グッズや迷彩シートのように優位な物から音が疲れ取り用の椅子や音が煩いパーティグッズのような使えないガラクタと状況に左右される。またプレイヤーは15分の間、移動ができるが、その開始前から罠を張ったり隠れ場所を作る（必要な道具自由）ことが可能となっている。また、スマホのバッテリー切れがおこした場合、用意された充電エリアで充電が可能だが、定員3人に加えて充電中、無防備になるため隠れたりうまく撮影を避けることも重要になる。

### あばれる君、山を買う→あばれる山
2021年4月26日から始まった密林サバイバルの発展型及びレギュラー陣が全員参加で行う企画。サバイバル経験な豊富なあばれる君が予算300万円で実際に購入した山を使い、拠点となるログハウスの建築や、森林サバイバルでたびたび失敗した土器の製造など、MCメンバーや川下りの参加者も加わり様々な挑戦を行う。なお、材料や工具など道具の提供は自由。

### 無人島全力制覇セシタマン
2021年8月9日から始まった脱出島のスピンオフ企画。脱出島に挑み2回脱出成功したセシタマン（天竺鼠・瀬下）が自ら体を張り全国の無人島（6432島）を回り島の生態や魅力を芋判（芋の判子）を作り地図を作り無人島辞典を完成させていく。

### 検証チャレンジ企画
Snow Manもやってみた!
Snow Manの2人が「脱出島」の火起こしなど番組内で行われた事に挑む。その集大成として岡村の提案で向井と目黒の2人で脱出島に挑戦した。

検索!フワちゃんGO
フワちゃんが番組からのお題に対し、スマホの検索だけで解決し知識ゼロで指定されたものを作っていくチャレンジ企画。ロケは毎回千葉のキャンプ場の屋根付き炊事場で行われ、作業の合間にはテンションアップする為、芸能人にテレビ電話するテレビ電話タイムを取ることがある。

フワちゃんのキッチンカーの旅
キッチンカーに乗ったフワちゃん同行したゲストと共にが出会った人の好意で様々な材料を貰い料理を作っていく。ロケ開始時にガスボンブ（約7㎏）が支給され火が止まったらこの時点でロケ終了。

ティモンディたかぎしの『やればできる』
彼の口癖「やればできる!」を合言葉に高岸が視聴者が送られた様々な疑問に体を張って挑む。

謎めき! 冒険クイズ
知力の伊沢・体力の高岸の「イザギシコンビ」が番組から出された一見すると無理に思える難題に挑戦する。また、向井と目黒との対決形式で行うこともある。

○○（道具、料理）NO.1グランプリ
近年キャンプで行われる食べ物（燻製）や道具（飯盒、ホットサンドメーカー）を使って期日3日以内にオリジナル料理を作り、メンバーが審査する。料理に使う材料は自由でさらに飯盒では本人の希望があれば仕様道具への加工や調理法も許可される。

アスレチック島
2021年11月放送。四千頭身と宮下草薙の5人が自然に作られた4つのアスレチックを4日の合宿でタイムを縮めリレー形式で挑みチャレンジ3回で合計タイム2分30秒になるよう目指す。なお、情況が無理と判断した場合、スタッフとの交渉でコースに手を加えることが許され、結果弓道の距離が公式戦距離の28メートルに変更された。

海峡陣取り
2021年11月29日放送。津軽海峡を舞台に北海道函館のオードリー春日＆ザ・マミィチームVS青森のサンシャイン池崎＆岡野陽一＆やす子がチームを組み船を作って対岸に乗り陣取りゲームのように走っていき移動距離が離れたほうが勝ち。使う道具は支給するが、必要な材料や移動に必要な食べ物は現地の人達の交渉し入手しなければいけない。

CLeeeaN
2022年9月5日放送。水中のポストや日本一のローラー滑り台、風車や観音像、有名な車両など長年使い汚れた様々な物を田中や若手メンバーを中心に助っ人の清掃業者の様々なアイテムを駆使してきれいにしていく。ネタ元はGReeeeNのため、作中に関連BGMとして使われる。

## 過去の主な企画
ボスが見たいんちゃうかな生物
岡村が見たそうな生物を田中がスタジオに持参する。田中が進行。2014年8月27日放送分のみ秋山竜次の進行で「ボスが飼いたいんちゃうかな生物」が放送された。

怪しいプロサミット
各テーマに沿った、その道の専門家をスタジオに招き、ここでしか聞けないディープな話を熱く語ってもらう。

ニュース週刊オカムー
「岡村ボスが気になる最新ニュースを紹介する」として始まったが、2014年10月15日放送分からは「旬なニュースやディープな世界を深掘り調査する」コーナーとなった。岡村がVTRで進行。

新種発見プロジェクト
毎日約50種類「未知なる生物」が発見されていることから新種生物の発見を目指す。主に深海生物を取り上げ、専門家と一緒に漁をし、新種の可能性がある生物は持ち帰り調査。新種が見つかった場合「オカムラ」の名を付けることを目的とした。

## 番組テーマ曲
オープニングテーマ（レギュラー放送第1期）
「夢」：THE BLUE HEARTS

エンディングテーマ（レギュラー放送第1期）
1. 「TOKIO」：TANAKA ALICE (#1 - #10)
2. 「Never Say Never」：CODE-V (#11 - #20)
3. 「君に出会えて」：SM☆SH (#21 - #29)
4. 「Kappo!」：Like a Record round! round! round! (#30)
5. 「暗闇のシンデレラ」：ぽこた (#31 - #40)

テーマソング（レギュラー放送第2期）
「RPG」：SEKAI NO OWARI
「馬と鹿」： 米津玄師

## ネット局と放送時間

### レギュラー放送第1期（深夜番組時代）
| 放送対象地域   | 放送局                | 系列    | 放送期間                       | 放送日時                     | 遅れ       |
| -------------- | --------------------- | ------- | ------------------------------ | ---------------------------- | ---------- |
| 関東広域圏     | TBSテレビ（TBS）      | TBS系列 | 2014年4月23日 - 2015年3月25日  | 水曜 23:53 - 翌0:38          | 製作局     |
| 北海道         | 北海道放送（HBC）     | TBS系列 | 2014年4月23日 - 2015年3月25日  | 水曜 23:53 - 翌0:38          | 同時ネット |
| 岩手県         | IBC岩手放送（IBC）    | TBS系列 | 2014年4月23日 - 2015年3月25日  | 水曜 23:53 - 翌0:38          | 同時ネット |
| 宮城県         | 東北放送（TBC）       | TBS系列 | 2014年4月23日 - 2015年3月25日  | 水曜 23:53 - 翌0:38          | 同時ネット |
| 山形県         | テレビユー山形（TUY） | TBS系列 | 2014年4月23日 - 2015年3月25日  | 水曜 23:53 - 翌0:38          | 同時ネット |
| 福島県         | テレビユー福島（TUF） | TBS系列 | 2014年4月23日 - 2015年3月25日  | 水曜 23:53 - 翌0:38          | 同時ネット |
| 静岡県         | 静岡放送（SBS）       | TBS系列 | 2014年4月23日 - 2015年3月25日  | 水曜 23:53 - 翌0:38          | 同時ネット |
| 石川県         | 北陸放送（MRO）       | TBS系列 | 2014年4月23日 - 2015年3月25日  | 水曜 23:53 - 翌0:38          | 同時ネット |
| 鳥取県・島根県 | 山陰放送（BSS）       | TBS系列 | 2014年4月23日 - 2015年3月25日  | 水曜 23:53 - 翌0:38          | 同時ネット |
| 愛媛県         | あいテレビ（itv）     | TBS系列 | 2014年4月23日 - 2015年3月25日  | 水曜 23:53 - 翌0:38          | 同時ネット |
| 福岡県         | RKB毎日放送（RKB）    | TBS系列 | 2014年4月23日 - 2015年3月25日  | 水曜 23:53 - 翌0:38          | 同時ネット |
| 長崎県         | 長崎放送（NBC）       | TBS系列 | 2014年4月23日 - 2015年3月25日  | 水曜 23:53 - 翌0:38          | 同時ネット |
| 熊本県         | 熊本放送（RKK）       | TBS系列 | 2014年4月23日 - 2015年3月25日  | 水曜 23:53 - 翌0:38          | 同時ネット |
| 広島県         | 中国放送（RCC）       | TBS系列 | 2014年5月28日 - 2015年3月25日  | 水曜 23:53 - 翌0:38          | 同時ネット |
| 中京広域圏     | CBCテレビ（CBC）      | TBS系列 | 2014年4月23日 - 2015年4月1日   | 水曜 23:53 - 翌0:38          | 遅れネット |
| 岡山県・香川県 | 山陽放送（RSK）       | TBS系列 | 2014年4月30日 - 2015年4月1日   | 水曜 23:53 - 翌0:38          | 遅れネット |
| 新潟県         | 新潟放送（BSN）       | TBS系列 | 2014年5月2日 - 2015年3月31日   | 金曜 0:43 - 1:28（木曜深夜） | 遅れネット |
| 近畿広域圏     | 毎日放送（MBS）       | TBS系列 | 2014年5月10日 - 2015年4月28日  | 土曜 0:50 - 1:35（金曜深夜） | 遅れネット |
| 鹿児島県       | 南日本放送（MBC）     | TBS系列 | 2014年7月7日 - 9月29日         | 月曜 13:55 - 14:40           | 遅れネット |
| 大分県         | 大分放送（OBS）       | TBS系列 | 2015年10月21日 - 2016年4月26日 | 水曜 23:53 - 翌0:38          | 遅れネット |

### レギュラー放送第2期（ゴールデンタイム時代）
| 放送対象地域   | 放送局                    | 系列    | 放送期間                  | 放送日時                                | 遅れ       |
| -------------- | ------------------------- | ------- | ------------------------- | --------------------------------------- | ---------- |
| 関東広域圏     | TBSテレビ（TBS）          | TBS系列 | 2020年5月25日 - 2024年3月 | 月曜 21:00 - 22:00 ↓ 月曜 19:00 - 20:00 | 制作局     |
| 北海道         | 北海道放送（HBC）         | TBS系列 | 2020年5月25日 - 2024年3月 | 月曜 21:00 - 22:00 ↓ 月曜 19:00 - 20:00 | 同時ネット |
| 青森県         | 青森テレビ（ATV）         | TBS系列 | 2020年5月25日 - 2024年3月 | 月曜 21:00 - 22:00 ↓ 月曜 19:00 - 20:00 | 同時ネット |
| 岩手県         | IBC岩手放送（IBC）        | TBS系列 | 2020年5月25日 - 2024年3月 | 月曜 21:00 - 22:00 ↓ 月曜 19:00 - 20:00 | 同時ネット |
| 宮城県         | 東北放送（tbc）           | TBS系列 | 2020年5月25日 - 2024年3月 | 月曜 21:00 - 22:00 ↓ 月曜 19:00 - 20:00 | 同時ネット |
| 山形県         | テレビユー山形（TUY）     | TBS系列 | 2020年5月25日 - 2024年3月 | 月曜 21:00 - 22:00 ↓ 月曜 19:00 - 20:00 | 同時ネット |
| 福島県         | テレビユー福島（TUF）     | TBS系列 | 2020年5月25日 - 2024年3月 | 月曜 21:00 - 22:00 ↓ 月曜 19:00 - 20:00 | 同時ネット |
| 山梨県         | テレビ山梨（UTY）         | TBS系列 | 2020年5月25日 - 2024年3月 | 月曜 21:00 - 22:00 ↓ 月曜 19:00 - 20:00 | 同時ネット |
| 長野県         | 信越放送（SBC）           | TBS系列 | 2020年5月25日 - 2024年3月 | 月曜 21:00 - 22:00 ↓ 月曜 19:00 - 20:00 | 同時ネット |
| 新潟県         | 新潟放送（BSN）           | TBS系列 | 2020年5月25日 - 2024年3月 | 月曜 21:00 - 22:00 ↓ 月曜 19:00 - 20:00 | 同時ネット |
| 静岡県         | 静岡放送（SBS）           | TBS系列 | 2020年5月25日 - 2024年3月 | 月曜 21:00 - 22:00 ↓ 月曜 19:00 - 20:00 | 同時ネット |
| 富山県         | チューリップテレビ（TUT） | TBS系列 | 2020年5月25日 - 2024年3月 | 月曜 21:00 - 22:00 ↓ 月曜 19:00 - 20:00 | 同時ネット |
| 石川県         | 北陸放送（MRO）           | TBS系列 | 2020年5月25日 - 2024年3月 | 月曜 21:00 - 22:00 ↓ 月曜 19:00 - 20:00 | 同時ネット |
| 中京広域圏     | CBCテレビ（CBC）          | TBS系列 | 2020年5月25日 - 2024年3月 | 月曜 21:00 - 22:00 ↓ 月曜 19:00 - 20:00 | 同時ネット |
| 近畿広域圏     | 毎日放送（MBS）           | TBS系列 | 2020年5月25日 - 2024年3月 | 月曜 21:00 - 22:00 ↓ 月曜 19:00 - 20:00 | 同時ネット |
| 鳥取県・島根県 | 山陰放送（BSS）           | TBS系列 | 2020年5月25日 - 2024年3月 | 月曜 21:00 - 22:00 ↓ 月曜 19:00 - 20:00 | 同時ネット |
| 岡山県・香川県 | RSK山陽放送（RSK）        | TBS系列 | 2020年5月25日 - 2024年3月 | 月曜 21:00 - 22:00 ↓ 月曜 19:00 - 20:00 | 同時ネット |
| 広島県         | 中国放送（RCC）           | TBS系列 | 2020年5月25日 - 2024年3月 | 月曜 21:00 - 22:00 ↓ 月曜 19:00 - 20:00 | 同時ネット |
| 山口県         | テレビ山口（tys）         | TBS系列 | 2020年5月25日 - 2024年3月 | 月曜 21:00 - 22:00 ↓ 月曜 19:00 - 20:00 | 同時ネット |
| 愛媛県         | あいテレビ（itv）         | TBS系列 | 2020年5月25日 - 2024年3月 | 月曜 21:00 - 22:00 ↓ 月曜 19:00 - 20:00 | 同時ネット |
| 高知県         | テレビ高知（KUTV）        | TBS系列 | 2020年5月25日 - 2024年3月 | 月曜 21:00 - 22:00 ↓ 月曜 19:00 - 20:00 | 同時ネット |
| 福岡県         | RKB毎日放送（RKB）        | TBS系列 | 2020年5月25日 - 2024年3月 | 月曜 21:00 - 22:00 ↓ 月曜 19:00 - 20:00 | 同時ネット |
| 長崎県         | 長崎放送（NBC）           | TBS系列 | 2020年5月25日 - 2024年3月 | 月曜 21:00 - 22:00 ↓ 月曜 19:00 - 20:00 | 同時ネット |
| 大分県         | 大分放送（OBS）           | TBS系列 | 2020年5月25日 - 2024年3月 | 月曜 21:00 - 22:00 ↓ 月曜 19:00 - 20:00 | 同時ネット |
| 熊本県         | 熊本放送（RKK）           | TBS系列 | 2020年5月25日 - 2024年3月 | 月曜 21:00 - 22:00 ↓ 月曜 19:00 - 20:00 | 同時ネット |
| 宮崎県         | 宮崎放送（mrt）           | TBS系列 | 2020年5月25日 - 2024年3月 | 月曜 21:00 - 22:00 ↓ 月曜 19:00 - 20:00 | 同時ネット |
| 鹿児島県       | 南日本放送（MBC）         | TBS系列 | 2020年5月25日 - 2024年3月 | 月曜 21:00 - 22:00 ↓ 月曜 19:00 - 20:00 | 同時ネット |
| 沖縄県         | 琉球放送（RBC）           | TBS系列 | 2020年5月25日 - 2024年3月 | 月曜 21:00 - 22:00 ↓ 月曜 19:00 - 20:00 | 同時ネット |

## 主なスタッフ

### レギュラー放送第1期 - 単発特番
- ナレーター：中井和哉、岡村明美（脱出シリーズのみ）、山口由里子（特番のみ）、服部潤
- 構成：武田郁之輔、成瀬正人、西村耕平（成瀬・西村→レギュラー版のみ）、堀江利幸、興津豪乃、藤雄、吉田聡（堀江 - 吉田→特番のみ）
- TM：山下直（レギュラー版のみ）、小澤義春、丹野至之（小澤・丹野→共に特番のみ）
- 技術協力：東通
- ロケ
  - カメラ：齋藤和彦、望月浩二郎、渡辺明、松永拓也、中島純
  - VE：佐藤修、岸直隆、江田泰二（特番のみ）
  - 水中カメラ：竹内茂、大塚雅美
- スタジオ
  - TD：小笠原朋樹
  - VE：二階堂隼、青木智奈未
  - カメラ：中里子、水崎雄太
  - 音声：山羽稔
  - 照明：渋谷康治
  - 美術プロデューサー：東立（レギュラー版のみ）、中西忠司（特番のみ）
  - 美術デザイナー：鈴木直人
  - 美術制作：渡邊秀和、桂誉和
  - 装置：正代俊明、権田博之
  - 操作：岡田健助
  - 装飾：後藤千鶴
  - 衣裳：原口恵里
  - 持道具：寺澤麻由美
  - 化粧：古屋明子、田中佐代子（田中→特番のみ）
- タイトル：笠島久嗣
- 編集：大岡愛、大北恵美、高橋雄人
- MA：横田良孝、右田安昌、渡邉佳巳、市川徹
- 音効：石川良則、杉本栄輔、江口尚人、沢井隆志、佐藤卓嗣（江口・沢井・佐藤→共に特番のみ）
- TK：長谷川道子
- リサーチ：木崎綾子（ビスポ）、八坂よし子、吉田聡、関口未来子・若林剛樹（JFX）、伊藤みやび・徳永佳奈子（コラボレーション、特番のみ）、亀田貴誠、亀々谷美名（亀田・亀々谷→特番のみ）
- 編成：保津章二（レギュラー版のみ）、石橋孝之→田口健介→竹内敦史（特番のみ）
- 番宣：小山陽介
- デスク：門脇更紗、石川素子（特番のみ）
- AD：小島孝仁、鹿子木美夏、井上龍太郎、雨宮正岳、藤原聖明、片平翔、高橋睦実、秋山務、溝端幹央、高畑誠、上田健太、孫智姫、伊丹悠
- MP：渡辺英樹（特番のみ）
- AP：前田泰一郎、新貝元章
- 海外AP：よこかわ悦子、河辺智弘
- 協力AP：小倉文（特番のみ）
- ディレクター：三好真依子、黒江達也、足立原円香、藤巻圭吾、後藤琢磨、有働陽将（レギュラー版では演出補）、中島浩喜・黒澤寛・森俊平・永井雄一・中村裕紀（共に特番のみ）
- 演出：浅野克己（特番では総合演出）、柳信也（特番ではディレクター）、上田淳也
- 協力プロデューサー：田中裕樹、中村聡太、大谷重雄（共に特番のみ）
- 制作：遠藤千鶴子（レギュラー版のみ）
- 総合演出：寺田裕樹（レギュラー版のみ）
- プロデューサー：樋江井彰敏
- チーフプロデューサー：坂本義幸（以前はプロデューサー）
- 制作協力：吉本興業
- 製作著作：TBS

### レギュラー放送第2期（2023年7月3日以降）
- ナレーター：服部潤
- 構成：堀江利幸、大井洋一、カツオ、川上潤也
- TM：五島寛丈
- TD：中里子（以前はカメラ）【週替り】
- TD/カメラ：横田研一【週替り、回によって異なる】
- VE：佐藤希美、則竹(武)香、池田麻鈴、北澤希美【週替り】
- カメラ：田口弘謹、北澤豪、森竜二（森→以前はVE）、中村年正（中村→以前はTD）、菅沼雄介【週替り】
- 音声：山羽稔、斉藤宏司【週替り】
- 照明：木村郁恵（一時離脱→復帰）、紺野淳一【週替り】
- 美術プロデューサー：清水久
- 美術デザイン：大戸三弘女
- 美術ディレクター：小栗綾介（以前は美術制作）
- 装置：正代俊明
- 操作：権田博之
- 電飾：大平絵梨子
- 植木電飾：猿山利昭
- アクリル装飾：青木剛
- 装飾：山下瞬平
- 衣装：原口恵里
- メイク：古屋明子
- イラスト：榎本よしたか、江原ノブヒロ、リトルベア、レイデザイン、K-WORK、イラスト部、VELLOW
- 技術協力：OMNIBUS JAPAN、セッターズ、BULLBULL、77s、エスパシオ、バンエイト
- ロケカメラ：山本啓太、湯本将司、水谷元保、福岡利浩、阿部安秀、中嶋留威、才沢誠二、岩澤治、中嶋健、坂口賢大、松崎善行、VlC、映像バンク、ライズカンパニー、BULL BULL、川本修平、中村昇一郎、大貫晶、小野澤徳人、白石祐司、辺見洋、宇徳薫子、小林真士、山田康一、阿部安秀、星野洋平、小谷智士、江澤(沢)崇、杉本志帆【週替り】
- 編集：寺岡慎也、筒井公太、高橋雄人、早坂裕、三浦麗、鈴木透真【週替り】
- 音効：中村鉄太郎
- MA：伊藤剛、小野敬太郎【週替り】
- デスク：石川素子
- 宣伝：小山陽介、二瓶真実
- TK：長谷川道子
- 編成：松本友香
- 協力：吉本興業
- 協力P：深野守宏
- AD：伊藤元太、釣英、三輪さくら、山口裕毅、野中大輔、菊地由晃、藤澤日向、大平朋佳、秋山美菜子、西村哲也、宮崎啓輔、山下岳典、石川笑見、太田幸恵、松村佳奈、平柳杏璃、杉山渉、多富一英、本山健太、宮地龍太、池下竜太郎、亀川夢乃、児玉菜緒、宮﨑雅也、飯蔦慶士、山口莉那、本田稔、宮本晃樹、佐手優斗、西悠斗、小田あかり、犬飼涼、山下留奈、田中理奈、松本澪奈、藤本麻那、岡野匠、神農はるな、河野涼香、岩本純佳、渡邊ハルナ、平野伶、濱田凛帆、松井陸、伏江海人、正藤響、犬飼涼、吉住純、大竹恵美子、飯坂仁美、今井慎也、川上隼人、牧野有里【週替り】
- AP：前田泰一郎、小林聡美、野瀬純也、大岡美由奈、上原彩子
- ロケ制作：浅野克己（D-PORT、以前はディレクター→担当プロデューサー→一時離脱）
- 制作進行：大谷真弓
- ディレクター：黒澤寛、柴田大輔、野田雄大【毎週】、栗崎圭悟、木村諒（ROFL）、犬飼義啓・吉野裕二（ケイマックス）、鶴巻昌宏、上田健太、薬師賢次郎、榮森輝之、橋本悠希、吉田陵、菅勇次郎、権亨悟、小早川憲一、小林淳一、高橋立志、渡辺巽、蒲田涼、西村郁哉、水谷太一、森島樹、佐藤祐貴、遠藤貴士、兼丸洋介、八木瞭、山田拓実、佐藤良、狩野紀明、築舘健太、佐久本貴史、出田陸、辻井孝之、山田恭平（山田→ダイジョブス）、奥村奈美、高場透、藪崎雅弘、諸伏将大、西村郁哉（橋本・佐藤・山田拓・出田→以前は週替りAD、八木→以前は週替り→毎週AD、山田恭→以前は毎週ディレクター→演出→一時離脱）【週替り】
- 演出：青木章浩（VVQ）、塩谷暁充、村松敬祐、勝俣晋（全員→以前は毎週ディレクター）
- プロデューサー：上田淳也（以前は編成→担当プロデューサー）、伊藤隆大、森亜希子（kimika）、福岡隆幸（ROFL）、飯沼美佐子（kimika）、原田里美（ROFL）（上田・原田以外→以前は担当プロデューサー、飯沼→一時離脱→復帰）
- 総合演出：白井秀知（kimika）
- 制作協力：株式会社kimika、ROFL、D:COMPLEX
- 製作著作：TBS

過去のスタッフ（レギュラー放送第2期）
- ナレーター：古谷有美・杉山真也（TBSアナウンサー）
- 構成：吉田聡、藤雄、りゅうせい
- TM：荒木健一、森和哉、高岡崇靖
- TD：小笠原朋樹、米山亨
- VE：生田史織
- 照明：渋谷康治
- 美術プロデューサー：中西忠司
- 美術デザイン：山戸路
- アクリル装飾：後藤千鶴
- 装飾：佐野沙織
- メイク：田中佐代子
- 協力：EAT、Bullbull（共に以前はロケ技術）
- 機材協力：東京オフラインセンター、レントシーバー
- 編成：竹内敦史、河本恭平、パリーク亜門、松本佳奈子、佐藤美紀、髙田脩
- MP：渡辺英樹
- 協力P：西垣信二、鍛冶翔太
- 協力AP：香西大輝
- AD：伊達政紀、日吉健太郎、清水藍己、宮本善偶美、関根義起、三宅孝司、小和田夏実、山田恭兵、原田麻衣子、得能美貴、砂口茉耶、蘇我益千子、平山高輝、宮田凌平、曽野部太陽【週替り】、清水萌加、小宮佑一朗【毎週】／鶴田小春、大竹恵美子、小林冬季、山本七海、加藤昌五、森本あゆみ、名嘉山竜乃介、田中理奈、兼吉幹太、松本侑馬
- AP：岸岡亮、丸山正樹、中野行男、岩崎文昭、中野茜、竹原由利子、江藤博文（以前はAD）、関直輝、藤原華歩、狐崎海、伊藤瑛梨、宍戸透、辰馬成拓、田中美帆、吉筋公美、松下英章、對馬未沙子
- キャスティングP：新貝元章
- リサーチ：伊藤みやび（コラボレーション、一時離脱→復帰）、丸山理映子
- ディレクター：亀山剛志（kimika）、今村光宏（シオプロ）、境太資、永瀬直哉（エスエスシステム）【毎週】、山外翼、山田翔太、島田豊、柏田雄二、高田直、柳瀬寿明、中根拓也、亀崎裕介、伊豆原聡、佐々木泰知、大村岳大、藤巻圭吾、三宅康仁（ATTA）、堀田大輔、奥村奈美、坂下勝己、柳信也（Gothic）、﨑谷英蘭
- 担当プロデューサー：内藤三保子、高橋研、鈴木寿一（コラボレーション）、菊池吉太郎（つくりて）、森谷香津、川島道子、富田好美（オフィスクレッシェンド）、田村裕行・大山達俊、樋江井彰敏（樋江井→以前はプロデューサー）
- プロデューサー：寺元由嘉（kimika）、大畑合、丸林徳昭・古賀太隆（D:COMPLEX）、白畑将一、池田千草（大畑→一時離脱→復帰）（古賀以外全員→以前は担当プロデューサー）
- チーフプロデューサー：坂本義幸
- 制作協力：D-PORT、Gothic、UNITED PRODUCTIONS

## 関連商品

### ノベライズ本
集英社みらい文庫から発売されている児童向けオリジナルノベライズ本。あいはらしゅう 著、神のさき 絵。
- アイ・アム・冒険少年 脱出島 オリジナルストーリー 無人島サバイバルスタート!（2022年5月27日発売）ISBN 978-4083217241
- アイ・アム・冒険少年 脱出島 オリジナルストーリー 友情でミッションを乗り越えろ!（2022年12月16日発売）ISBN 978-4083217609
- アイ・アム・冒険少年 脱出島 オリジナルストーリー タッグで挑む! 究極レース（2023年5月26日発売）ISBN 978-4083217869

### コンピュータゲーム
アイ・アム・冒険少年 超・脱出島
2024年3月7日発売のNintendo Switch用ソフト。「脱出島」のゲーム化作品で、番組スタッフが企画から制作までを行っている。作品内にはあばれる君とフワちゃんのアバターも登場する。

## 制作上の問題

### 番組スタッフの新型コロナ感染
2021年8月16日にTBSテレビは制作スタッフ2人が、東京からロケ現場の鹿児島県に移動した後に新型コロナへの感染が判明したことを番組公式サイトで発表した。同局によると、スタッフの1人は、出発前にPCR検査を受けており、到着後の今月10日に陽性が判明し、濃厚接触者となった別のスタッフ1人も検査を受けたところ、12日に陽性が判明した。2人はいずれも出発前に症状はなかったという。TBSテレビは「現地の医療・感染対策関係者やご協力いただいている方々に多大なご迷惑をおかけしてしまい、深くお詫び申し上げます」と謝罪している。

### 脱出島でのやらせ疑惑
2022年1月9日掲載の『文春オンライン』が3日に放送された『冒険少年 新春! 超・脱出島SP』でタレントが脱出に使うイカダをスタッフも制作していることや、出演者の1人であるあばれる君がイカダで脱出する際には、スタッフ船で引っ張ったり、スタッフの船に乗ったりしていたなどの過剰な演出があったと紹介した。
TBSテレビでは、上記の報道を受けて、同日夜にスポーツニッポンと日刊スポーツの取材に「イカダは、安全面や環境面を考慮して、専門家の指導の下、出演者とスタッフが一緒に作っております」と回答し、「この日は、海が荒れていて、潮の流れも速い危険な場所があったため、船の専門家とも相談しながら、安全な場所にイカダを牽引することがありました。また、イカダや出演者に設置した小型カメラのバッテリーを交換するため、イカダの位置が流れでなるべく変わらないよう牽引も行っています。低体温症防止など出演者の安全管理のために、船に上がってもらい、体調のチェックを行いました。お答えしたように、海が荒れていて、潮の流れも速いことから、安全な場所へのイカダの牽引も行いました」と釈明した。
放送倫理・番組向上機構の放送倫理検証委員会は1月14日に番組を視聴したうえで議論を行い、委員からは「出演回数の多いお笑いタレントを番組内のスターとして育てているのは理解できる。ただ、参加者同士の競争という体をとっておいて、3組のうち2組がリタイヤし、残ったいかだを船でけん引して成功させるというのはやりすぎだ」などとの声もあがった一方で「そういう番組作りだとわかって楽しんでいる視聴者も沢山いると思う。幻滅する人は見なくなるだろう。この番組の扱いに関しては、そうした視聴者の判断に委ねるべきだ」として議論を終えている。
1月22日にあばれる君は自身のインスタグラムを更新し、「お騒がせしております。この度はお騒がせしてすみませんでした。そしてご心配おかけした皆様、本当にすみませんでした」と謝罪し、「これからもサバイバルを楽しむ気持ち、サバイバル技術を学ぶ気持ち、笑いを届けたい気持ちを心から大切にしていきますのでどうか冒険少年をよろしくお願いします」と述べた他、番組公式サイトでも「番組ファンの皆さまにはご心配をおかけしていますが、出演者の方々にはいつも真剣にロケに取り組んでいただいています。100％本気で挑戦するその姿を見て、ドキドキ・ワクワクしていただけたら幸いです」との声明を発表している。